# 768
Năm 768 là một năm trong lịch Julius.